# المقاومة الخضراء العميقة
المقاومة الخضراء العميقة (دي جي آر) حركة بيئية راديكالية ترى أن نشاط حماية البيئة السائد غير فعال إلى حد كبير. تُستخدم دي جي آر أيضًا من قبل أعضاء مجموعة ما للإشارة إلى الاستراتيجيات السياسية الخاصة بهم. تعتقد المجموعة أن التمدّن الصناعي، كما تعرّفه، يعرّض حياة الناس على الكوكب للخطر وأن هناك حاجة إلى مجموعة واسعة من التكتيكات لتحقيق العدالة البيئية والاجتماعية. يجادلون للسعي نحو تحول جذري في الهياكل والوظائف الاجتماعية.

## المعتقدات
في كتاب المقاومة الخضراء العميقة، يذكر المؤلفون أن التمدّن -بالأخص التمدّن الصناعي- غير مستدام أساسًا ويجب إزالته بفعالية (وبسرعة) من أجل تأمين مستقبل صالح لجميع الأنواع على الكوكب. يمكن تعريف التمدّن يأنه تنمية الزراعة ونمو المدن. يناقش كتاب المقاومة الخضراء العميقة أن الزراعة مؤذية لخصوبة الأرض وتتجاوز المدن حتمًا القدرة الاستيعابية الطبيعية لأساسات الأرض. يعتمد التمدن كثيرًا على الصناعة، التي تعمل إلى حد كبير على الوقود الأحفوري غير المتجدد وغير النظيف.
تنبع مبادئ دي جي آر من مفهوم البيئة العميقة وتذكر أن جميع الأنواع متساوية بطبيعتها، لذا فإن البشر ليسوا أفضل من أي شكل آخر من أشكال الحياة. يعزو مفهوم البيئة العميقة الأزمة البيئية الحالية إلى مركزية الإنسان المرسخة في المنظورات الغربية. استُخدِم المصطلح -الذي استخدمه الفيلسوف النرويجي آرني نايس أول مرة- من قبل مجموعة متنوعة من المجموعات البيئية الراديكالية، مثل «إيرث فيرست!». يوفر مفهوم البيئة العميقة الأساس الذي تقوم عليه الروحانية القائمة على الطبيعة والثقافات المتعددة المرتبطة غالبًا بحركات بيئية راديكالية.
تختلف هذه الحركة عن إيديولوجية حماية البيئة الخضراء الساطعة، التي تتميز بالتركيز على الحلول الشخصية أو التكنولوجية أو الحكومية والشركات، إذ تعَد هذه الحلول غير كافية. تعتقد دي جي آر أن التغييرات في نمط الحياة، مثل استخدام أكواب السفر والحقائب التي يُعاد استخدامها والاستحمام لمدة أقصر، تعد صغيرة للغاية بالنسبة للمشاكل البيئية الكبيرة التي يواجهها العالم. تنص على أن الموجة الأخيرة في حماية البيئة أصبحت تجارية بطبيعتها، لذا أصبحت مُصنَّعة بحد ذاتها. تؤكد الحركة على أن نصيب الفرد من النفايات الصناعية المنتجة من ناحية الحجم أكبر من النفايات الشخصية الناتجة؛ لذا، فإن الصناعة هي التي يجب أن تنتهي، وستتبعها تغييرات نمط الحياة.

## الأصول والمدافعين
أُنشِئ المصطلح في مؤتمر بعنوان «المقاومة الخضراء العميقة. مواجهة الثقافة الصناعية» في أبريل 2007 في ديرفيلد، ماساتشوستس. كانت ليير كيث المنظم الرئيس.
تعتمد نظرية المقاومة الخضراء العميقة على عناصر الأنثروبولوجيا وعلم الظواهر والإيكولوجيا العميقة والنسوية الإيكولوجية.
ديريك جنسن عضو بارز في المجلس الاستشاري للمقاومة الخضراء العميقة. بالإضافة إلى كونه ناشطًا راديكاليًا، فهو أيضًا كاتب وفيلسوف ومعلم. لير كيث، عضو أخرى في مجلس الإدارة، ناشطة نسوية وكاتبة ومزارعة صغيرة. ستيفاني ماكميلان وجاك دي. فوربس من المؤثرين البارزين في الحركة. تعتمد دي جي آر على فلسفة العديد من المؤلفين وكتاباتهم، بمن في ذلك آرني نايس وريتشارد مانينغ وأندريا دوركين وبيجي ريڤز ساندي وديفيد أبرام وتشيليس غليندينغ وكريس هيدجز وجوزيف تاينتر وريتشارد هاينبرغ ودانييل كوين وتراسي ماري بارك (المعروفة أيضًا باسم زوي بلانت) وجيري ماندر من بين أعضاء آخرين.[بحاجة لمصدر]

## قضايا النوع الاجتماعي «الجندر»
ينص الموقع الرسمي للمنظمة على أن «دي جي آر تسعى جاهدة لتكون منظمة راديكالية في جميع النواحي، بما في ذلك مقاربتنا للنضال النسوي». تنظر الحركة النسائية الراديكالية إلى الجندر، بحكم التعريف، بمثابة نظام اجتماعي أنشأته الأبوية للسيطرة القسرية العنيفة على سلوك كلّ من الذكور والإناث، ومع ذلك، في هذا النظام، يتمتع الرجال والذكورة بالامتياز، في حين تُدرّب النساء على السلوك التبعي ويُستهدفن روتينيًا للعنف المؤسسي والمعاقب عليه اجتماعيًا بسبب جنسهن و/أو دورهن الاجتماعي.
أدى موقف دي جي آر بشأن النوع الاجتماعي إلى تفسير البعض للـدي جي آر على أنها تكره التحول الجنسي. تضخم الجدل بالأخص عندما طلب عضو متحول جنسيًا من دي جي آر -متعارف عليه بصفته امرأة- الانضمام إلى مساحة مشتركة خاصة بالنساء للنوم والاستحمام، وبعد ذلك، مساحة تجمّع للنساء، ناقش تجمّع النساء القضية جماعيًا ونفين في النهاية الطلب المُقدّم. بعد عام من ذلك، ادعى آريك ماكباي أنه «غادر المنظمة في بداية عام 2012 بعد إلغاء سياسة تضمين المتحولين جنسيًا من قبل ديريك جنسن وليير كيث. غادر العديد من الأشخاص الطيبين والناشطين الجيدين المنظمة لهذا السبب. أجد مواقف الكراهية هذه للمتحولين جنسيًا مثيرة للاشمئزاز ومثيرة للقلق بشكل عميق....» أصدرت دي جي آر مذكرة استجابةً لبيان ماكباي، مدعية أن «حق المرأة في تحديد مساحاتها الخاصة» هو أمر أساسي لكيفية عمل المنظمة وكانت استقالة ماكباي بالاتفاق المشترك، بعد محاولة طرد المؤسسين ديريك جينسن وليير كيث.
أنكرت المنظمة هذه المزاعم، موضحة أن «دي جي آر لا تتغاضى عن التجريد من الإنسانية أو العنف ضد أي شخص، بمن في ذلك الأشخاص الذين يصفون أنفسهم بأنهم متحولين جنسيًا». يؤكد الموقع أن دي جي آر تدعم الجندريين في «اختلاف الرأي حول تعريف الجندر» وتصرّح: «الجندريون يعتقدون أن الجندر هوية ومجموعة داخلية من المشاعر التي قد يشعر بها الناس. تعتقد النسويات الراديكاليات أن الجندر نظام طبقي». تعني نظرة دي جي آر للجندر بمثابة نظام طبقي أن الجندر هو «ترتيب وحشي وفاسد للسلطة» يتطلب «تفكيكًا» كاملًا بدلًا من أن يصبح «أكثر شمولية» فيمكن أن يظهر السلوك المتكافئ والعفوي والحر. وصفت دي جي آر النسويات الراديكاليات على أنهنّ «منتقدات للجندر بحد ذاته. لسنا مصلحات للجندر، بل نحن مبطلات للجندر».

## الانتقادات
قدم نقّاد المقاومة الخضراء العميقة ادعاءات مماثلة لمنتقدي الأناركية البدائية والبيئة العميقة. انتُقدت أفكار دي جي آر بشكل مختلف من قبل المنشورات على الإنترنت باعتبارها استقطابًا لحلول الإصلاح البيئي، أو «نخبوية»، أو «راديكالية للغاية»، أو «خارج النهج الطبيعي». على سبيل المثال، استنتج المؤسس ديريك جنسن، في عمله السابق إيندغايم أنه «لن تكون الشعوب المتحضرة إلى جانبنا أبدًا». أدى ذلك إلى انتقاد تنظيم إستراتيجية متشائمة بشأن المشاركة الشعبية، تهدف إلى فرض تغيير دون إجماع الأغلبية. لذلك، جادل بعض النقاد بأن «التكتيكات الراديكالية تميل إلى تكون هدّامة لهدف زيادة الوعي والاهتمام لدى عامة الناس».
يدّعي معارضو المقاومة الخضراء العميقة كذلك أن دي جي آر، التي تتنبأ بأعداد هائلة من الوفيات البشرية خلال «الانهيار» القادم للحضارة، لا تقدم نمط حياة بديل مجدٍ أو مرغوب فيه للسعي نحو تسريع هذا الانهيار. اعترف كيث وجنسن بهذه الحقيقة غير السارة؛ ومع ذلك، ادعوا مرارًا وتكرارًا أن التحطم أمر لا مفر منه (ولن يؤدي إلا للمزيد من المعاناة كلما طال تأجيله) وأنهم مجرد تحذير -ومحاولة تحضير العالم- لهذه الوفيات القادمة والعنف المحتمل على نطاق واسع. صرح جنسن بأنه إذا لم يرغب النشطاء في المشاركة في العمل الفعلي لتسريع هذا الانهيار، فعليهم على الأقل التحضير و«إعداد لجان للقضاء أو، إذا لزم الأمر، لتوجيه مسار العنف (الإضافي) الذي قد يندلع».
الأناركيون الذين يعتقدون أن جميع العلاقات الهيكلية الهرمية -أيًّا كان الغرض منها- قمعية، لا تتفق مع ترويج دي جي آر لاستخدام التنظيم الهرمي بشكل سري. عزز كل من ماكباي وكيث فكرة الشبكات السرية التي تُنظّم وفقًا للخطوط الهرمية. دعت كيث إلى «هيكلية قيادة» منضبطة فيما يتعلق بالنشطاء في الخطوط الأمامية. جادل ماكباي، في كتاب المقاومة الخضراء العميقة، أن التسلسلات الهرمية وسيلة فعالة لتنظيم المقاومة السرية.
انتقد الكتّاب الأناركيون -ومن بينهم المدافعون عن الأناركية البدائية مثل جون زرزان وكيڤن تاكر- مدونة قواعد السلوك لـدي جي آر وفهمها التاريخي للثورة والتاريخ الراديكالي و«العبادة الشخصية» المتصورة حول جنسن وكيث.

## وصلات خارجية
- الموقع الرسمي
- المقاومة الخضراء العميقة  على فيسبوك.
- deepgreenresistعلى تويتر.